# ژوانا، شاهدخت اتریش
ژوانا، شاهدخت اتریش (آلمانی: Johanna von Österreich، ایتالیایی: Giovanna d'Austria) (۲۴ ژانویه ۱۵۴۷ – ۱۱ آوریل ۱۵۷۸) یک آرشیدوک بود. با ازدواج با فرانچسکو اول دِ مدیچی، او دوشس بزرگ توسکانی و بعداً دوشس بزرگ توسکانی شد. یکی از دختران او ماری مدیچی، همسر دوم پادشاه هانری چهارم، پادشاه فرانسه بود.

## سال‌های اولیه
جوآنای اتریش در پراگ به دنیا آمد، او کوچک‌ترین فرزند از ۱۵ فرزند بود و کوچک‌ترین دختر فردیناند یکم، امپراتور مقدس روم و آنا از بوهمیا و مجارستان بود. او هرگز مادر و خواهر بزرگتر خود را نشناخت، زیرا مادرش دو روز پس از تولد او درگذشت و خواهرش الیزابت از اتریش، ملکه لهستان، دو سال قبل از تولد او فوت کرد.
پدر بزرگ‌های مادری او اولاسلوی دوم، پادشاه چک و آن دو فوآ بودند. از طریق پدرش، جوآنای اتریش همچنین از نسل ایزابل یکم و ماری بورگوندی بود.
در زمستان ۱۵۴۷، امپراتور بیوه فردیناند اول تمام دختران ناپیوسته‌اش را به مراقبت راهبه‌ها در صومعه اینسبروک سپرد. تنها یک‌بار، در سال ۱۵۵۲، در هنگام حمله کنت‌نشین تیرول توسط ارتش پروتستانتیسم تحت فرماندهی موریتس، الکتر ناحیه ساکسونی، جوآنای اتریش و خواهرانش مگدالنا، مارگارت، باربارا و هلنا مدتی را بیرون از صومعه در قلعه برونک سپری کردند.
جوآنای اتریش تعلیمات مذهبی عمیق کاتولیکی دریافت کرد. ویژگی‌های آموزشی او که بر اساس نوشته‌های یسوعی‌ها پتر کانیسیوس و دیگو لینز بود، شامل دیانت و سخاوت بود. معترف‌های او نیز از میان یسوعی‌ها بودند.

## ازدواج
در نوامبر ۱۵۶۵، او و خواهرش باربارا، که نامزد ازدواج با آلفونسو دوم دِ استه، دوک فرارا بود، به ترنتو رسیدند، جایی که پاپ پیوس چهارم نمایندگان خود را برای برگزاری مراسم ازدواج دوگانه فرستاد؛ اما به دلیل درگیری‌های دوباره میان دامادها، عروس‌ها مجبور شدند برای ازدواج به پایتخت‌های مربوط (فرارا و فلورانس) بروند.
ازدواج او با فرانچسکو اول دِ مدیچی در ۱۸ دسامبر ۱۵۶۵ در فلورانس انجام شد، پس از اینکه او با شکوه وارد شهر از دروازه پورتا آل پراتو شد. در این مراسم، کازیمو دستور داده بود تا دوازده طاق نصرت ساخته شود که هرکدام نماد پیروزی، دین و شادی بودند. جورجو وازاری و وینچنزو بورگینی با کمک جیووانی کاچینی جشن‌های بزرگی برای این مراسم ترتیب دادند. این جشن شامل یک رژه از خدایان و الهه‌ها بود که اتحاد میان جوآنا و فرانچسکو را به ازدواج ثتیس تشبیه می‌کرد. مهمانی همچنین به ویلای مدیچی در پوجو کایانو منتقل شد.
با این حال، جوآنای اتریش از خانه دور و غمگین بود. همسر جدیدش که شخصیتی ساکت و مرموز داشت، به خاطر «کم‌توجهی به فضیلت» شناخته شده بود و فردی زن‌باره بود که به جوآنا بی‌توجهی کرده و به جای او با معشوقه‌اش بیانکا کاپلو مشغول بود. جوآنای اتریش همچنین توسط فلورنتینی‌ها به خاطر غرور اتریشی‌اش تحقیر می‌شد و هیچ‌گاه در فلورانس احساس راحتی نکرد. با این حال، جوآنا به خاطر فضیلت و صداقت خود توسط بسیاری از دانشمندان فلورانسی ستایش می‌شد.
پدرشوهر او، کوزیمو د مدیچی اول، نسبتاً با مهربانی با یوانا رفتار می‌کرد. او حیاط پالازو وککیو را برای او به‌ویژه تزئین کرد؛ طاق‌های نیم‌دایره با نقاشی‌هایی از شهرهای اتریشی توسط شاگردان وازاری نقاشی شدند و فوارهٔ پوتو با دلفین اثر آندرئا دل وروکیو از ویلا مدیچی در کارچی که در باغ آنجا نصب شده بود، به پالازو وککیو منتقل شد.
موقعیت یوانا در دربار فلورانس موقعیتی دشوار بود: بین سال‌های ۱۵۶۷ و ۱۵۷۵، او شش دختر به دنیا آورد که تنها سه نفر از آن‌ها دوران کودکی را پشت سر گذاشتند. نبود وارث مذکر برای ادامهٔ دودمان، باعث درگیری‌های مداوم با همسرش شد، کسی که ترجیح می‌داد همراه معشوقه‌اش بیانکا کاپلو باشد؛ کسی که در سال ۱۵۷۶ پسری به نام آنتونیو به دنیا آورد.
یوانا که اکنون به شدت به دنبال به دنیا آوردن یک پسر بود، در سال ۱۵۷۳ به لورتو، مارکه و بازلیکا دلا سانتا کازا سفر کرد و از حضرت مریم خواست تا پسر دار شود.
سرانجام، در سال ۱۵۷۷ یوانا به پسر مورد انتظار خود به دنیا آورد که به افتخار پادشاه فلیپه دوم، نخستین پسر عموی یوانا، فیلیپو نام‌گذاری شد. تولد او با شادی بسیار در دربار جشن گرفته شد، زیرا اکنون جانشینی دوک‌نشین بزرگ تضمین شده بود و هرگونه آرزوی بیانکا کاپلو برای داشتن پسرش آنتونیو به عنوان وارث توسکانی از بین رفته بود. با این حال، فیلیپو به زودی درگذشت و برادرشوهر یوانا، فردیناندو دو مدیچی، جایگزین فرانچسکو به عنوان دوک بزرگ شد.

## مرگ
در ۱۰ آوریل ۱۵۷۸، یوانا که باردار بود و منتظر نوزدهمین فرزند خود بود، از پله‌های پالازو وککیو در فلورانس سقوط کرد. چند ساعت بعد، او به‌طور پیش‌دستانه فرزندی به دنیا آورد که بلافاصله جان سپرد. او روز بعد، ۱۱ آوریل، درگذشت. فرانچسکو سپس با معشوقه‌اش بیانکا کاپلو ازدواج کرد و او را دوک بزرگ کرد.
شرایط مرموز این حادثه باعث شایعاتی مبنی بر قتل او توسط همسرش و معشوقه‌اش شد تا بتوانند با یکدیگر ازدواج کنند. با این حال، تحقیقات پزشکی مدرن بر روی بقایای او، گزارش‌های رسمی مرگش را تأیید می‌کنند که علت آن زایمان بوده است (نوزاد به‌طور معکوس متولد شده بود و یوانا دچار پارگی رحم شد). یوانا از اسکولیوز رنج می‌برد: ستون فقرات و لگنش به شدت دچار نقص بودند. از وضعیت لگن او مشخص است که تولدهای قبلی او دشوار بوده‌اند و به نظر می‌رسد که بقایای او نشان‌دهندهٔ این است که او از آن‌ها جان سالم به در برده است.